# Barbados Defence Force Sports Program
Maillots
Le Barbados Defence Force Sports Program est un club de football de la Barbade, basé à Paragon, dans la paroisse de Christ Church. Il joue néanmoins ses rencontres à domicile au Wildey Astro Turf de Bridgetown, la capitale de l'île.

## Repères historiques
Barbados Defence Force remporte son premier titre national en 1994 avec un succès en Coupe nationale. Son palmarès compte actuellement six titres de champions et trois Coupes nationales.
À la suite d'une deuxième place en championnat, en 2003, il aurait dû participer au CFU Club Championship mais déclare forfait avant son entrée en lice. Il ne compte à ce jour aucune autre apparition continentale.

## Football
Le club de football du Barbados Defence Force Sports Program (BDFSP) est basé à Paragon dans la paroisse de Christ Church . Ils jouent leurs matchs à domicile dans la ville de Bridgetown , en première division de la Barbade , la Barbados Premier League . La Barbados Defence Force parraine également une équipe de deuxième division, la Division One. Les deux équipes sont communément appelées "Barbados Defence Force" ou simplement BDF, mais pour distinguer les deux clubs dans les compétitions auxquelles les deux équipes participent (comme la Barbados FA Cup ), le côté Premier League est appelé BDFSP et le côté Division One est appelé BDF .

## Palmarès
- Championnat de la Barbade (6)
  - Champion : 1995, 2007, 2013, 2014, 2015, 2019

- Coupe de la Barbade (3)
  - Vainqueur : 1994, 2012, 2015
  - Finaliste: 1996, 2005, 2008, 2014